# Middle Cyclone
Middle Cyclone è il quinto album discografico in studio della cantautrice statunitense Neko Case, pubblicato nel marzo 2009.
Vi collaborano diversi artisti tra cui M. Ward, Garth Hudson, Sarah Harmer e membri di The New Pornographers, Los Lobos, Calexico, The Sadies, Visqueen. Il disco contiene due cover, una degli Sparks e l'altra di Harry Nilsson.
L'album ha ricevuto due nomination ai Grammy Awards 2010, tra cui quella come miglior album di musica folk contemporanea.

## Tracce
Tutte le tracce sono di Neko Case, eccetto dove indicato.
1. This Tornado Loves You – 3:21
2. The Next Time You Say Forever – 1:46
3. People Got a Lotta Nerve – 2:33
4. Polar Nettles – 2:26
5. Vengeance Is Sleeping – 3:22
6. Never Turn Your Back on Mother Earth – 2:14 (Ron Mael)
7. Middle Cyclone – 3:05
8. Fever – 3:18
9. Magpie to the Morning – 2:44
10. I'm an Animal – 2:21 (Neko Case & Kurt Heasley)
11. Prison Girls – 5:25
12. Don't Forget Me – 3:09 (Harry Nilsson)
13. The Pharaohs – 3:37 (Neko Case, The Sadies)
14. Red Tide – 2:53
15. Marais la Nuit – 31:39

## Classifiche
- Billboard 200 - #3